# Sicherungs-Brigade 201 (Wehrmacht)
Die Sicherungs-Brigade 201 war eine deutsche Infanterie-Brigade des Heeres im Zweiten Weltkrieg der Heeresgruppe Mitte.

## Brigadegeschichte
Die Brigade wurde am  5. Februar 1942 in Weißruthenien aus der Ersatz-Brigade 201 aufgestellt.

### Ersatz-Brigade 201
Die Ersatz-Brigade 201 (auch Brigade 201) wurde Mitte 1941 in Fulda im Wehrkreis IX. im Zuge der 16. Aufstellungswelle aufgestellt. Sie wurde als Besatzungstruppe dem Generalgouvernement mit Stationierung in Krakau zugewiesen. Ende 1941 wurden drei Marschbataillone aus der Brigade für die Heeresgruppe Nord herausgelöst, der Stab der Heeresgruppe Mitte unterstellt und nach Russland in das rückwärtige Heeresgebiet mit Hauptquartier in Belarus verlegt.

### Sicherungs-Brigade 201
Während der Aufstellung als Sicherungs-Brigade 201 im Februar 1942 in Weißruthenien wurden dem Großverband mehrere Landesschützen-Bataillone beigestellt. Bereits am 1. Juni 1942 wurde der Stab der Brigade zur Divisionsstärke gebracht und in 201. Sicherungs-Division umbenannt.

## Gliederung
- Infanterie-Ersatz-Regiment 601 mit 2 Bataillone aus Wehrkreis VI
- Infanterie-Ersatz-Regiment 609 mit 2 Bataillone jeweils aus Wehrkreis IX. und Wehrkreis X
- Infanterie-Ersatz-Regiment 611 mit 2 Bataillone aus Wehrkreis XIII

### Für die Sicherungs-Brigade 201
- Sicherungs-Regiment 601 (aus dem Infanterie-Ersatz-Regiment 601 gebildet)
  - Sicherungs-Bataillon 965
  - Sicherungs-Bataillon 966
- Landesschützen-Bataillon 663

### Ab März 1942
- Sicherungs-Regiment 601
  - Sicherungs-Bataillon 965
  - Sicherungs-Bataillon 966
  - Landesschützen-Bataillon 824 (später Sicherungs-Bataillon 824)
  - Landesschützen-Bataillon 909 (später Sicherungs-Bataillon 909)
  - Landesschützen-Bataillon 790 (später Sicherungs-Bataillon 790)
- Infanterie-Regiment 406 (von der 403. Sicherungs-Division)
- Nachschubeinheiten 466 (von der 403. Sicherungs-Division)

- Landesschützen-Bataillon 336
- Landesschützen-Bataillon 480
- Landesschützen-Bataillon 481
- Landesschützen-Bataillon 483
- Landesschützen-Bataillon 839
- Landesschützen-Bataillon 989
- Landesschützen-Bataillon 343

## Kommandeur
- Generalmajor Ernst Schellmann: von der Aufstellung bis April 1942
- Generalmajor Eugen Demoll: von April 1942 bis Mai 1942
- Generalmajor Alfred Jacobi: von Mai 1942 bis zur Auflösung

## Referenz
1. ↑  Burkhart Mueller-Hillebrand: Beginn des Feldzuges gegen die Sowjetunion bis zum Kriegsende. E. S. Mittler, 1954, S. 31 (google.de [abgerufen am 17. Oktober 2018]).
2. ↑  Antonio J. Muñoz: The German Secret Field Police in Greece, 1941-1944. McFarland, 2018, ISBN 978-1-4766-6784-3, S. 184 (google.de [abgerufen am 17. Oktober 2018]).